# Blodklöver
Blodklöver (Trifolium incarnatum) är en ört inom familjen ärtväxter. Örten är ettårig, och blir cirka 40 cm hög.
Kronbladen är oftast blodröda, men ibland gulvita.

## Beskrivning
Stjälken är upprätt och mjukt hårig. Bladen är trefingrade med ganska breda, omvänt äggrunda småblad som är håriga på båda sidorna. Stiplerna är breda och trubbiga. Blodklöver blommar från juni till augusti med röda blommor som sitter samlade i ett långskaftat avlångt huvud. Fodret är hårigt och har tio nerver och fem liklånga foderflikar. Kronan är blodröd vilket i kombination med de långsträckta blomhuvudena gör att arten ser mycket speciell ut.
Blodklöver kan knappast förväxlas med de andra klövrarna. De rödblommiga arterna rödklöver (T. pratense), skogsklöver (T. medium) och alpklöver (T. alpestre), har runda blomhuvuden och är fleråriga.

## Utbredning
Blodklöver förekommer tillfälligt på kulturmark i södra och mellersta Sverige. Första fynduppgift är från Lund, Skåne och publicerades av Lilja i andra upplagan av Skånes flora år 1870 (Hylander 1971).

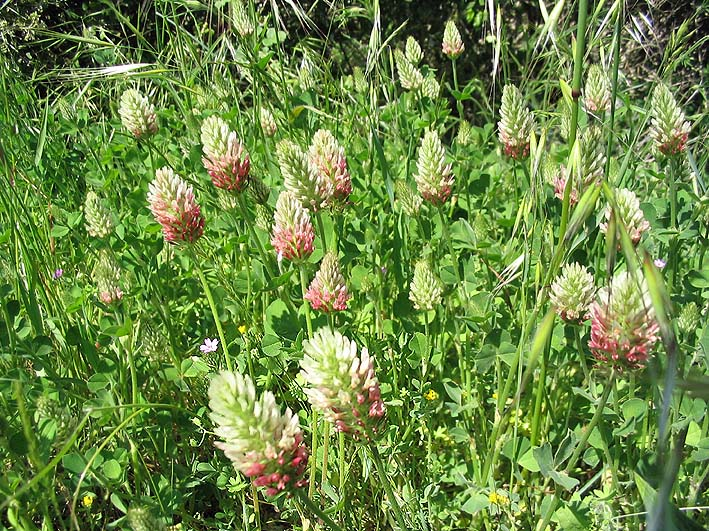

Växten hittas i stora delar av Europa inklusive Turkiets europeiska del. Habitatet utgörs av ängar, betesmarker och vägkanter. Blodklöver föredrar en årlig nederbörd av 920 mm samt temperaturer mellan 5,9 °C och 21,3 °C.

## Hot
För beståndet är inga hot kända. IUCN kategoriserar arten globalt som livskraftig.